# Franz von Holtzendorff (jurist)
 Der er flere personer med dette navn, se Franz von Holtzendorff.
Joachim Wilhelm Franz Philipp von Holtzendorff (14. oktober 1829 i Vietmansdorff, Mark Brandenburg – 5. februar 1889 i München) var en tysk retslærd. Dr. jur. 1852 i Berlin, 1857 Privatdocent smst., 1860 Prof. extraord. smst., 1873 Prof. ord. smst., s. A. i München. Som åndelig personlighed, mulig dog af en endnu finere og fornemmere støbning, var Holtzendorff Mittermaier lig, samme flersidige begavelse, vidt omspændende interesser og overordentlig store arbejdskraft, en ægte idealisme, en sjælden uegennyttighed prægede hans private og offentlige færd. Holtzendorffs videnskabelige arbejder blev gennemgående vejede og fundne for lette af den strenge dogmatiks dyrkere, fremstillingens formfuldendthed og elegance var i disses øjne vundet på bekostning af dens dybde og stringens, varmhjertet og human blev Holtzendorff en forløber for nutidens sociale og kriminalpolitiske stræben
og mål, i en lang række værker kritiserede han det gældende straffesystem og slog til lyd for reformer på straffuldbyrdelsens og fængselsvæsenets område, således blandt andet: »Die Deportation als Strafmittel in alter und neuer Zeit und die Verbrecherkolonien der Engländer und Franzosen in ihrer geschichtlichen Entwickelung und criminalpolitischen Bedeutung« (1851), »Französische Rechtszustände insbesondere die Resultate der Strafgerichtspflege in Frankreich und die Zwangscolonisation von Cayenne« (1859), »Das irisene Gefängnissystem insbesondere die Zwischenanstalten vor der Entlassung der Sträflinge« (1859), »Die Kürzungsfähigkeit der Freiheitsstrafen und die bedingte Freilassung der Sträflinge in ihrem Verhaltniss zum Strafmasse und zu den Strafzwecken« (1861), »Kritische Untersuchungen über die Grundsätze und Ergebnisse des irischen Strafvollzuges« (1865), og i forskellige opsigtvækkende stridsskrifter mod J.H. Wicherns principer med hensyn til ledelsen af »Rauhes Haus« i Hamburg. 
Også for reformer i straffeprocessen tog han til orde — »Die Reform der Staatsanwaltschaft in Deutschland« (1864), »Die Umgestaltung der Staatsanwaltschaft vom Standpunkt unabhängiger Strafjustitz und der Entwurf einer Strafprozess-Ordnung für den preussischen Staal« (1865) o. a.; mod dødsstraffen udtalte han sig i »Das Verbrechen des Mordes und die Todesstrafe« (1875) og i tilslutning hertil »Die Psychologie des Mordes« (1875), det sidste i den af Rudolf Virchow og H. udgivne righoldige »Sammlung gemeinverständlicher wissenschaftlicher Vorträge«.
Støttet af en stab af datidens ypperste kriminalister udgav H. »Handbuch des deutschen Strafrechts« (I—IV 1871, 1872, 1874 og »Handbuch des deutschen Strafprozesrechts« (I—II 1879), med Eugen v. Jagemann som medudgiver »Handbuch des Gefängnisswesens« (I—II 1888), hvortil blandt andre Goos var bidragyder. 
Han stiftede og ledede »Allgemeine Deutsche Strafrechtszeitung« (1861—73) indtil dets sammensmeltning med »Der Gerichtssaal«, i hvis redaktion han også deltog. Men H.’s årvågne og livlige ånd havde videre sigte. Han var en varm fædrelandsven, national og liberal, men besad samtidig et friere og mere forstående udsyn over europæiske forhold end ellers almindeligt i Tyskland: omfattende var hans kendskab navnlig til engelske personligheder og institutioner, han oversatte engelske værker, udgav selv talrige mindre skrifter med engelske emner, f. eks. om Richard Cobden (1874), med hvem han havde haft personlig forbindelse, og han betragtedes også i Europa som en af Tysklands mest lysende stjerner på retsvidenskabens område, som en værdig medstrider af J. C. Bluntschli, hvem han skildrede i »J. C. Bluntschli und seine Verdienste um die Staatswissenschaften« (1882) i en anden af ham udgiven fortræffelig samling »Deutsche Zeit- und Streitfragen« —, og hvem han satte et varigt mindesmærke ved stiftelsen af »Bluntschli-Stiftung für Allgemeines Staatsrecht und Völkerrecht«. 1860 gav Holtzendorff stødet til de tyske juristmøder, 1870—71 udsendte han med bistand både af den ældre og yngre generation den berømte »Encyklopädie der Rechtswissenschaft« (7. Opl. ved Josef Kohler, I—V, 1913—15) fra 1872 redigerede han »Jahrb. für die Gesetzgebung, Verwaltung und Rechtspflege des Deutschen Reiches«, indtil han 1881 blev afløst af Gustav Schmoller. 
Både Holtzendorffs strengt videnskabelige arbejder og hans mere populære skrifter var led i den retspædagogiske stræben, han viede sit liv. Han ville indpode nyttig retslig kundskab og politisk dannelse i de brede folkelag, han virkede energisk for allehånde almennyttige formål, trådte i skranken for forbedringer i kvindernes samfundsmæssige og økonomiske stilling, således blandt andet i afhandlingen »Die Verbesserungen in der gesellschaftlichen und wirtschaftliche Stellung den Frauen« (1868, 2. Opl. 1877). Mere almindelige politiske spørgsmål drøftede han i »Die Principien der Politik« (1869, 2. Opl. 1879) og »Wesen und Werth der öffentlichen Meinung« (1879, 2. Opl. 1880). I sin retsencyklopædi havde Holtzendorff også behandlet folkeretten, hvis trivsel og fremgang måtte være særlig attråværdig for en mand med hans universelle retsidealer. Holtzendorffs folkeret gik sin sejrsgang rundt om i verden — oversat blandt andet på norsk af Francis Hagerup (1885) —, han skrev om »Die Auslieferung der Verbrecher und das Asylrecht (1881), »Die Idee des ewigen Völkerfriedens« (1882) o. m. a., oversatte John Westlake’s lærebog i den internationale privatret (1884) og skabte med medarbejdere som ved Bulmerincq, Lammasch, Rivier o. a. endnu et stort encyklopædisk Værk »Handbuch des Völkerrechts« (I—IV 1885, 1887, 1889); som Særudgave heraf udkom H.’s og Alphonse Riviers Introduction au droit des gens. Recherches philosophiques, historiques et bibliographiques (1888). 
Holtzendorffs verdenskendte navn gjorde ham selvskreven til en af de første pladser i Institut de droit international (1873), og ikke mindst i folkeretlige tvistemål søgtes med forkærlighed hans raad og betænkning — »Der Rechtsfall der Fürstin Bibesco (früheren Fürstin Baunremont« (1876), »Rumäniens Uferrechte an der Donau« (1883) o. a. I en anden endnu mere opsigtvækkende Retssag havde Holtzendorffs ædle sindelag og selvstændige og ridderlige karakter givet sig et talende udslag: i Arnim-Processen skyede han ikke at optræde som den anklagede greves forsvarer, 1875 udkom hans »Für den Grafen Harry v. Arnim« og »Rechtsgutachten erstattet zum Process des Grafen H. v. Arnim von Wahlberg, Merkel. v. Holtzendorff, Rolin-Jaeqemyns«. I en afhandling i Revue de droit international X (1878) nægtede Holtzendorff i overensstemmelse med den sædvanlige tyske opfattelse, at der ved Pragerfredens artikel 5 forelå en tredjemands retshandel til fordel for Danmark. Af Holtzendorffs øvrige forfatterskab, som også ved talrige oversættelser vandt vid udbredelse, skal endnu fremhæves hans oversættelse og bearbejdelse af Guido Padelletti’s »Lehrbuch der Römischen Rechtsgeschichte« (1879), »Schottische Reiseskizzen« (1882) og Zeitglossen des gesunden Menschenverstandes« (1884). Til
Minde om Holtzendorff, en af den moderne oplysningstids mest tiltalende skikkelser, blev der med Bluntschli-Stiftelsen som forbillede 1890—91 dannet en von Holtzendorff-Stiftelse med det øjemed at virke for fremme af strafferet og fængselsvidenskab ved udsættelse af prisopgaver, rejseunderstøttelser og lignende i bestyrelsen heraf er også De Nordiske Juristmøder repræsenteret.